# Барснесс (тауншип, Миннесота)
Барснесс (англ. Barsness) — тауншип в округе Поп, Миннесота, США. На 2000 год его население составило 138 человек.

## География
По данным Бюро переписи населения США площадь тауншипа составляет 91,4 км², из которых 85,7 км² занимает суша, а 5,7 км² — вода (6,21 %).

## Демография
По данным переписи населения 2000 года здесь находились 138 человек, 50 домохозяйств и 39 семей. Плотность населения —  1,6 чел./км². На территории тауншипа расположено 60 построек со средней плотностью 0,7 построек на один квадратный километр. Расовый состав населения: 99,28 % белых и 0,72 % коренных американцев.
Из 50 домохозяйств в 38,0 % воспитывались дети до 18 лет, в 74,0 % проживали супружеские пары, в 2,0 % проживали незамужние женщины и в 22,0 % домохозяйств проживали несемейные люди. 20,0 % домохозяйств состояли из одного человека, при том 8,0 % из — одиноких пожилых людей старше 65 лет. Средний размер домохозяйства — 2,76, а семьи — 3,21 человека.
28,3 % населения — младше 18 лет, 6,5 % — в возрасте от 18 до 24 лет, 27,5 % — от 25 до 44, 27,5 % — от 45 до 64, и 10,1 % — старше 65 лет. Средний возраст — 39 лет. На каждые 100 женщин приходилось 119,0 мужчин. На каждые 100 женщин старше 18 приходилось 102,0 мужчин.
Средний годовой доход домохозяйства составлял 33 125 долларов, а средний годовой доход семьи —  40 000 долларов. Средний доход мужчин —  28 333  доллара, в то время как у женщин — 26 250. Доход на душу населения составил 19 867 долларов. За чертой бедности находились 5,6 % семей и 5,1 % всего населения тауншипа, из которых 28,6 % старше 65 лет.